# Express 103
Express 103 (alt. Schreibweise Ekspress) ist ein russischer Kommunikationssatellit der Russian Satellite Communications Company mit Sitz in Moskau. Er ist der 26. Satellit der Express-Serie.

## Missionsverlauf
Der Satellit wurde im Mai 2016 bei ISS Reschetnjow und Thales Alenia Space bestellt. Er ist Teil der neuen Generation von Express-Satelliten. Der Start des Vorgängers Express AMU1 fand im Jahr 2015 statt. Express 103 versorgt Russland mit Internet-, Fernseh- und Telefonübertragungen. Er wurde am 30. Juli 2020 auf einer Proton-M-Trägerrakete mit Bris-Oberstufe vom Kosmodrom Baikonur zusammen mit Express 80 in einen geostationären Transferorbit gebracht. Von dort aus erreichte er seine geosynchrone Umlaufbahn durch Zünden seines Bordmotors. Express 103 wurde bei 96° Ost stationiert, wo er am 25. März 2021 in Betrieb genommen wurde und Express AM33 ersetzte.

## Technische Daten
ISS Reschetnjow baute den Satellitenbus auf Basis ihrer Express-1000-Serie. Thales Alenia Space lieferte die Transpondernutzlast, welche im C-Band, Ku-Band und L-Band arbeitet. Das Raumfahrzeug ist dreiachsenstabilisiert und wird durch zwei große Solarmodule und Batterien mit Strom versorgt. Es besitzt eine geplante Lebensdauer von 15 Jahren und wiegt etwa 2 Tonnen.